# Ishikawa Goemon
Ishikawa Goemon (石川 五衛門 o 石川 五右衛門, ?-1594) va ser un bandit japonès que robava or i objectes de valor als rics per donar-los-ho als pobres.
Goemon és conegut per ser bullit en vida després d'un fallit atemptat d'assassinat contra el senyor de la guerra Toyotomi Hideyoshi. Això a una tina de ferro amb forma de tetera gran que ara es diu Goemon-buro ("bany de Goemon").

## Biografia
Hi ha poca informació històrica sobre la vida de Goemon i, per tant, ha esdevingut un heroi popular, els antecedents i orígens han estat àmpliament especulats.
Segons una versió, Goemon va néixer com Sanada Kuranoshin el 1558 a una família de samurais al servei del poderós clan Miyoshi a la província d'Iga. En 1573, quan el seu pare és mort pels homes del shogunat Ashikaga, el Sanada pre-adolescent jura venjança i comença a entrenar-se en les arts del ninjutsu Iga.